# Taraxacum latihastatum
Taraxacum latihastatum — вид квіткових рослин родини айстрових (Asteraceae).

## Поширення
Ендемічна флора Ісландії.